# 清水裕友
清水 裕友（しみず ひろと、1994年11月9日 - ）は、山口県防府市出身の競輪選手。日本競輪選手会山口支部所属。師匠は國村洋（80期）。日本競輪学校（当時。以下、競輪学校）第105期卒業。ホームバンクは防府競輪場。
同一グレードレースの連続優勝記録(6)を保持している。

## 戦績
中学時代は柔道と自転車競技をし、誠英高等学校に進学してからは自転車のみに絞る。2010年、インターハイ「美ら島沖縄総体」（沖縄県総合運動公園）のケイリンで優勝した。卒業後、競輪学校に入学。
2014年7月14日、武雄競輪場のデビュー戦で完全優勝。
2018年9月のGII第34回共同通信社杯競輪（高知競輪場）では、平原康多に1/4車輪差での決勝2着。10月の第27回寬仁親王牌・世界選手権記念トーナメント（前橋競輪場）で、GI初優出（6着）。デビューから4年4か月の11月4日、地元バンクの防府競輪場にてGIII記念競輪を初優勝。そしてこの年最後のGIとなる11月の第60回朝日新聞社杯競輪祭（小倉競輪場）でも優出して3着。この結果によって、開催前の賞金順位19位から約100万円差での8位に滑り込み、KEIRINグランプリ2018の出場権を得た（山口県勢では当年の桑原大志に続くS級S班となった）。
2019年もGI・GIIのタイトル獲得はならなかったが1月の立川と11月の防府でのGIII（開設記念）を制するなど安定した活躍を見せ、同年の競輪祭終了時点で獲得賞金額第3位となり同年のKEIRINグランプリ出場権を獲得、同地区の松浦悠士に前を任せる形で中国ラインを組んだが結果5着同着に終わった。
2020年、最初のGIである第35回全日本選抜では予選から1着・3着・1着とまとめ、決勝戦では最終3角で番手まくりを放ち優勝、自身初のGIタイトル獲得となった。なお、山口県勢のGIレース優勝は初めてであり、またグレード制導入前も含めた特別競輪も含めると、1957年の、全日本選抜の前身となる第13回全国都道府県選抜競輪2000mの部を優勝した西村亀以来、63年ぶりの山口県勢の特別競輪制覇となった。
2021年11月3日、防府でのGIII（開設記念）を制覇。2002年4月にGIII（開設記念）が年度4日制1節となってから初の同一競輪場でのGIII4連覇を達成した。
2022年11月6日、防府でのGIII（開設記念）を制覇。自身が持つ同一競輪場でのGIII連覇記録を更新する5連覇を達成した。しかしこの年はGI勝利はなく賞金でも次点(2022年の清水がビッグレースを優勝したのはGIIウィナーズカップのため)となり、4年間守り続けたS級S班から陥落することが確定した。
2023年11月5日、防府競輪場が改修のため玉野競輪場で実施された防府競輪開設記念GIIIを制覇。同一開設記念の連覇記録を6に伸ばした。同年の日本選手権競輪では決勝2着を取るなど、競輪祭終了時点での賞金ランキング7位となり、2年ぶりにKEIRINグランプリ出場、2024年のS級S班に復帰した。
2024年の清水は特別競輪の優勝はなかったが(2024年の清水自身が決勝進出したのは岐阜競輪場で開催された読売新聞社杯全日本選抜競輪の準優勝、取手競輪場でウィナーズカップの3着、いわき平競輪場で開催された日本選手権競輪の6着のみ)、前年同様賞金ランキング7位で2年連続KEIRINグランプリに出場した。結果は古性優作に次ぐ準優勝だった。

## 主な獲得タイトル
- 2020年 - 全日本選抜競輪（豊橋競輪場）